# Polygonia marsyas
Polygonia marsyas är en fjärilsart som beskrevs av Edwards. Polygonia marsyas ingår i släktet Polygonia och familjen praktfjärilar. Inga underarter finns listade i Catalogue of Life.